# Форміон
Форміон (дав.-гр. Φορμίων) — відомий афінський підприємець IV ст. до н. е.
Відомо, що Афін він потрапив як раб, але обставини його поневолення невідомі.
Належав відомому афінському трапезиту Пасіону, який придбав його на невільничому ринку.
Згодом, однак, Пасіон залучив свого раба до фінансової справи. А впевнившись в надійності Форміона — звільнив його з рабства і навіть заповів йому свій банк. Форміон навіть одружився з вдовою свого колишнього господаря Архіппою, яка народила новому чоловіку двох синів.
У 360 р. до н. е. за спеціальною постановою народних зборів Форміон отримав афінське громадянство.